# アカネズミカンガルー属
アカネズミカンガルー属（アカネズミカンガルーぞく、Aepyprymnus）は、哺乳綱双前歯目カンガルー型亜目ネズミカンガルー科に分類される属。

## 分布
唯一の現生種であるアカネズミカンガルーがオーストラリア東海岸に分布する。

## 種
- アカネズミカンガルー Aepyprymnus rufescens Gray[1], 1837